# Kordíky
Kordíky est un village de Slovaquie situé dans la région de Banská Bystrica.

## Histoire
Première mention écrite du village en 1690.

## Démographie

### Évolution de la population
| Année:               | 1994. | 2004.    | 2014.    | 2024.    |
| -------------------- | ----- | -------- | -------- | -------- |
| Nombre de personnes: | 201   | 281      | 411      | 492      |
| Différence:          |       | +39,80 % | +46,26 % | +19,70 % |

| Année:               | 2023. | 2024.   |
| -------------------- | ----- | ------- |
| Nombre de personnes: | 485   | 492     |
| Différence:          |       | +1,44 % |